# 796

## Починали
- Офа, крал на Мерсия